# Aweng Cuo
Aweng Cuo (kinesiska: 阿翁错) är en sjö i Kina. Den ligger i den autonoma regionen Tibet, i den sydvästra delen av landet, omkring 960 kilometer väster om regionhuvudstaden Lhasa. Aweng Cuo ligger 4 425 meter över havet. Arean är 56 kvadratkilometer. Den sträcker sig 12,1 kilometer i nord-sydlig riktning, och 10,3 kilometer i öst-västlig riktning.
Genomsnittlig årsnederbörd är 227 millimeter. Den regnigaste månaden är augusti, med i genomsnitt 55 mm nederbörd, och den torraste är december, med 6 mm nederbörd.